# 仙波龍英
仙波 龍英（せんば りゅうえい、1952年3月30日 - 2000年4月10日）は歌人。本名、仙波 龍太。

## 経歴
東京都大田区生まれ。早稲田大学法学部卒業。大学在学中、早稲田大学短歌会、ワセダミステリクラブの仲間だった藤原龍一郎の薦めで、1975年頃に短歌結社「短歌人」に入会。学生時代は「氷神琴支郎」と名乗っており、藤原は卒業までそれが本名だと思い続けていたという。「短歌人」では高瀬一誌の薫陶を受け、若手の注目株とみなされていた。
大学卒業後グンゼ産業に入社するが、大阪転勤の辞令が出たのを機に1979年に退社。フリーライターとして生計を立て始める。1985年、第一歌集『わたしは可愛い三月兎』を上梓。この歌集は吾妻ひでおが表紙を手がけており、流行語や時事的な事件、サブカル用語などが頻出しそれらに丁寧に注釈がつけてあるという斬新なものだった。この歌集をきっかけに「鳩よ!」とのつながりが生まれ、以後マガジンハウスと深い関係を持つようになる。第二歌集『墓地裏の花屋』では写真家の荒木経惟とタッグを組んだ。SF雑誌の『奇想天外』にて「奇想天外詩歌狂室」という連載を持ち、また別名義でティーンズ小説なども手がけていた。
その後も歌人として将来を嘱望されたが、次第に短歌から離れ、ホラー小説をメインジャンルに活動することになった。晩年はアルコール依存症に陥り、栄養失調で闘病生活に入っていた。2000年病没。

## 作品
- 歌集『わたしは可愛い三月兎』　紫陽社、1985年5月10日
- 歌集『改訂版　わたしは可愛い三月兎』　沖積舎、1989年8月10日
- 小説『ホーンテッド・マンション』　マガジンハウス、1990年4月
- 小説『赤すぎる糸』　マガジンハウス、1991年7月
- 歌集『墓地裏の花屋』　マガジンハウス、1992年9月25日 ISBN 4-8387-0362-7
- 『仙波龍英歌集』　六花書林、2007年8月6日 （上記2歌集収録） ISBN 978-4-903480-11-4

## 代表歌
- 〈ローニン〉の大姉〈ポンジョ〉の姉ふたり東洋の魔女より魔女である／『わたしは可愛い三月兎』
- 夕照はしづかに展くこの谷のPARCO三基を墓碑となすまで／同上
- ひら仮名は凄(すさま)じきかなはははははははははははは母死んだ／『路地裏の花屋』